# Viscum coloratum
Viscum coloratum är en sandelträdsväxtart som först beskrevs av Vladimir Leontjevitj Komarov, och fick sitt nu gällande namn av Takenoshin Nakai. Viscum coloratum ingår i släktet mistlar, och familjen sandelträdsväxter. Inga underarter finns listade i Catalogue of Life.